# Young Again
Young Again is een nummer van de Nederlandse dj Hardwell uit 2014, ingezongen door de Britse zanger Chris Jones. Het is de tweede single van Hardwells debuutalbum United We Are.
Het nummer werd een klein hitje in Nederland. In de Nederlandse Top 40 haalde het een bescheiden 22e positie. In Vlaanderen haalde het de 18e positie in de Tipparade.